# Logothetes tou dromou
Poštni logotet  (grško starogrško λογοθέτης τοῦ δρόμου [Logothetēs tou dromou]) je bil načelnik  javne pošte (latinsko cursus publicus, grško starogrško δημόσιος δρόμος  [dēmosios dromos] ali enostavno starogrško ὁ δρόμος  [ho dromos]) in eden od najvišjih fiskalnih ministrov (logotetov) Bizantinskega cesarstva.

## Zgodovina in funkcije
Položaj poštnega logoteta se je prvič dokumentirano  pojavil  okoli leta 762, čeprav so uradniki,  ki so nadzirali javno pošto, obstajali že v pozni antiki. V Rimskem cesarstvu so bile do poznega 4. stoletja za javno pošto odgovorne pretorske prefekture. Zaradi zlorab in privilegijev uradnikov pretorskih prefektur se je v poznem 4. stoletju nadzor nad pošto prenesel na magistra officiorum, medtem ko so vsakodnevna opravila ostala v pristojnosti pretorskih prefektur. Z reformo se je pojavil nov uradnik,  inšpektor za javno pošto (curiosus Cursus publici), ki je v Notitii Dignitatum iz poznega 4. stoletja omenjen kot eden od glavnih pomočnikov magistra officiorum. Podvojena uprava pretorskih prefektov in magistra officiorum se je ohranila približno do leta 680, ko je v celoti prešla pod nadzor magistra officiorum.
Položaj logothetēs tou dromou se je v ohranjenih virih prvič pojavil leta 762, vendar je moral obstajati že prej, ker so obsežne  pristojnosti magistra officiorum postopoma prehajale na druge uradnike, dokler ni v 8. stoletju povsem izginil. Poštni logotet od magistra officiorum ni prevzel samo nadzora nad javno pošto, ampak tudi notranjo državno varnost, zunanje zadeve cesarstva, zbiranje obveščevalnih podatkov o tujih ljudstvih, dopisovanje s tujimi vladarji in sprejemanje tujih delegacij. Poštni logotet je bil sprva eden od štirih visokih davčnih ministrov (logothetai). V Filotejevem Kletorologiju iz leta 899 je umeščen  na 35. mesto v državni hierarhiji  – za   logothetēsom tou genikou (generalni finančni minister, 33. mesto) in logothetēsom tou stratiōtikou (minister za vojsko, 34. mesto), vendar nad logothetēsom ton agelōn (minister za državne posesti v zahodni Mali Aziji in rejo konj in mul za bizantinsko vojsko in javno pošto, 40. mesto). Njegov pomen je hitro rasel, ker je v eni osebi združeval funkcije notranjega  in zunanjega ministra in vodje varnostnih služb. Daleč najbolj pomembne so bile seveda zunanje zadeve. Dober pokazatelj njegovega prestižnega položaja so bizantinski viri iz 9.-10. stoletja. Ko omenjajo logoteta brez dodatnih kvalifikacij, se to skoraj zagotovo nanaša na poštnega logoteta.
Imetnik naslova je pogosto služil tudi kot prvi minister cesarstva, čeprav je bilo njegovo imenovanje na ta položaj v izključni pristojnosti cesarja: v Bizantinskem cesarstvu položaj prvega ministra ni bil nikoli niti formaliziran niti povezan z določenim državnim uradom,  ampak se je podeljeval  na podlagi cesarjeve naklonjenosti izbranemu kandidatu, ne glede na njegovo funkcijo ali položaj. Za zasedbo položaja so zato imeli več možnosti uradniki iz cesarjeve bližnje okolice  – prepoziti, parakoimomeni in protovestiariji.
Med pomembne poštne logotete, ki so bili hkrati prvi ministri, spadajo Stavracij pod cesarico Ireno Atensko (vladala 797-802), Teoktist med regentstvom cesarice Teodore III. (842-856), Stilijan Zauc na začetku vladavine Leona VI. Modrega (vladal 886-912), Leon Fokas mlajši med vladavino  njegovega brata Nikiforja  II. Fokasa (vladal 963-969), Ivan  pod Konstantinom IX.  Monomahom (vladal 1042-1055) in Nikiforic pod Mihaelom VII. Dukasom (vladal  1071-1078). Poštni logoteti so svoj visok položaj med prvimi ministri ohranili do 12. stoletja, ko so jih zamenjali  logothetēs ton sekretōn.
Administrativne in proceduralne naloge poštnega logoteta v 10. stoletju je v De Ceremoniis opisal cesar Konstantin VII. Porfirogenet (vladal 913-959). Vsako jutro je odšel v Hrisotriklinij na avdienco k cesarju, na podeljevanjih nagrad je predstavljal visoke državne uradnike in igral pomembno vlogo pri sprejemanju tujih delegacij in  sprevodih vojnih ujetnikov. Po reformah cesarja Alekseja I. Komnena (vladal 1081–1118) Komnena so okoli leta 1108 dromos kot oddelek ukinili,  položaja poštnega logoteta pa ne. Njegova domena so postale uradne komunikacije in nadziranje tujih stanovalcev v Konstantinoplu.

## Podrejeni uradniki
Poštnemu logotetu so bili podrejeni naslednji uradniki:
- Prōtonotarios tou dromou (πρωτονοτάριος τοῦ δρόμου), najvišji logotetov pooblaščenec.[11]
- Chartoularioi tou [oxeos] dromou (χαρτουλάριοι τοῦ [ὀξέος] δρόμου), uradnik z rangom spatharija, ki je združeval funkciji rimskega curiosi per omnes provincias, opisanega v  Notitii  Dignitatum, in uradnikov iz  scrinium barbarorum (urad za barbare).[5][11]
- Številni episkeptētai (ἐπισκεπτῆται), uradniki, zadolženi za različne državne posesti (episkepseis).[13]
- Prevajalci  (ἑρμηνευταῖ  [hermēneutai]) in tolmači (interpretes diversarum gentium).[5][13]
- Kouratōr tou apokrisiareiou (κουράτωρ του ἀποκρισιαρείου), skrbnik  apokrisiarieiona, zgradbe v Knstantinoplu, v kateri so prebivale tuje delegacije.[13]
- Razni inšpektorji, diatrechontes (διατρέχοντες, stari rimski cursores) in  kurirji (μανδάτορες, [mandatores]).[13]